# Johan II van Oost-Friesland
Johan II van Oost-Friesland (Aurich, 29 september 1538 - Stickhausen, 29 september 1591) was van 1561 tot aan zijn dood medegraaf van Oost-Friesland. Hij behoorde tot het huis Cirksena.

## Levensloop
Johan II was de tweede zoon van graaf Enno II van Oost-Friesland en Anna van Oldenburg, dochter van graaf Johan V van Oldenburg. Na de dood van zijn vader in 1540 werden Johan en zijn oudere broer Edzard II tot in 1561 onder het regentschap van hun moeder geplaatst. 
In 1558 schafte zijn moeder het eerstgeboorterecht af in Oost-Friesland. Ze deed dit vermoedelijk om de toekomstige invloed van het huis Wasa tegen te gaan, omdat Johans oudere broer Edzard verloofd was met Catharina, dochter van koning Gustaaf I van Zweden. Hierdoor moesten Edzard en zijn broers Johan en Christoffel gezamenlijk regeren, wat de facto een gebiedsverdeling van Oost-Friesland tot gevolg had, omdat Johan net als zijn moeder calvinistisch was, terwijl Edzard lutheraans was.
In 1559 was Johan aanwezig op het huwelijk van zijn broer Edzard II en Catharina van Zweden in Stockholm. Tijdens de huwelijksnacht werd hij in compromitterende omstandigheden betrapt met Catharina's zus Cecilia. Dit veroorzaakte een groot schandaal. Nadat hij weigerde om met Cecilia te huwen, werd hij een jaar in de gevangenis geworpen. Hij dreigde zelfs geëxecuteerd te worden, wat door de bemiddeling van koningin Elisabeth I van Engeland verhinderd werd. Na deze hele affaire bleef hij de rest van zijn leven ongehuwd.
Na het overlijden van zijn broer Christoffel in 1566 ontspon er zich een machtsstrijd tussen Johan II en zijn broer Edzard II. Hierdoor werd de uitbouw van een landsheerlijke macht grotendeels geblokkeerd en groeide de macht van de adel en de burgers van Emden. De broederstrijd was ook de oorzaak voor het bestaan van twee godsdiensten in Oost-Friesland, omdat zowel Johan als Edzard hun eigen geloof niet konden doordrukken. 
In september 1591 stierf Johan II op zijn 53ste verjaardag. Zijn broer Edzard werd vervolgens alleenheerser van Oost-Friesland, maar met een zwakke autoriteit.